# Amalia av Kleve
Amalia av Kleve (tyska: Amalia von Kleve-Jülich-Berg), född 17 oktober 1517 i Düsseldorf, död där 1 mars 1586, var en tysk prinsessa. Hon var det yngsta barnet till hertig Johan III av Kleve och hans gemål Maria av Jülich.
Amalia och hennes två systrar, Sibylla och Anna, fick en gammaldags utbildning, där sång och litteratur inte lärdes ut, men stor vikt lades vid matlagning, vävning och andra husliga uppgifter. Dessutom följde det lilla tyska hovet det italienska modet som var vanligt vid aristokratiska familjer vid denna tid.
Hans Holbein den yngre målade Amalia och Anna för den nyblivna änklingen kung Henrik VIII av England år 1539, för att han övervägde att göra en av systrarna till sin nya fru. Efter att ha sett båda målningarna, valde Henrik Anne och de gifte sig år 1540. De kommande året försökte Amalias familj gifta bort henne med så mycket vinst som möjligt. Långa förhandlingar med Markgrevskapet Baden angående ett strategiskt äktenskap mellan de två dynastierna fullbordades inte.
Amalia skrev en sångbok som numera finns i Tysklands nationalmuseum i Berlin, med kopior i det publika biblioteket i Frankfurt och universitetsbiblioteket i Frankfurt.